# William Dennison Porter
William Dennison Porter (* 24. November 1810 in Charleston, South Carolina; † 4. Januar 1883 ebenda) war ein US-amerikanischer Politiker. Zwischen 1865 und 1868 war er Vizegouverneur des Staates South Carolina.

## Werdegang
Nach einem Jurastudium und seiner Zulassung als Rechtsanwalt begann William Porter in diesem Beruf zu arbeiten. Gleichzeitig schlug er eine politische Laufbahn ein. Zwischen 1840 und 1848 saß er als Abgeordneter im Repräsentantenhaus von South Carolina; von 1848 bis 1865 gehörte er dem Staatssenat an. Obwohl er in den Listen der Vizegouverneure seines Staates als parteilos aufgeführt wird, kann man davon ausgehen, dass er zumindest in der Zeit vor 1865 der Demokratischen Partei angehörte, da diese damals praktisch alle Ämter in South Carolina besetzte und so etwas wie die staatstragende Partei war. Porter war überzeugter Anhänger der Sezessionsbewegung. Im Jahr 1860 unterstützte er rückhaltlos den Austritt seines Staates aus der Union. Damals war er als President Pro Tempore amtierender Senatspräsident.
1865 wurde Porter an der Seite von James Lawrence Orr zum Vizegouverneur von South Carolina gewählt. Dieses Amt bekleidete er zwischen dem 30. November 1865 und seiner Absetzung durch den kommandierenden General der Besatzungstruppen der Union, General Edward Canby, am 6. Juli 1868. Dabei war er Stellvertreter des Gouverneurs und Vorsitzender des Staatssenats. Porter war der erste Vizegouverneur seines Staates, der in einer direkten Wahl gewählt wurde. Seine Amtsvorgänger seit der amerikanischen Revolution waren alle von der Staatslegislative gewählt worden. Möglich war dies erst durch eine Reform der Staatsverfassung im Jahr 1865 geworden. Diese Reform war eine Folge der politischen Änderungen nach dem Bürgerkrieg. Im Jahr 1868 kandidierte Porter erfolglos für das Amt des Gouverneurs. Er starb am 4. Januar 1883 in seiner Heimatstadt Charleston, wo er auch beigesetzt wurde.